# Hello Venus
Hello Venus (hangul: 헬로비너스) är en sydkoreansk tjejgrupp bildad 2012 av Pledis Entertainment men som idag är under Fantagio.
Gruppen består av de sex medlemmarna Alice, Nara, Lime, Seoyoung, Yooyoung,  och Yeoreum.

## Medlemmar
| Artistnamn   | Artistnamn | Födelsenamn   | Födelsenamn | Födelsedatum      | Medlemstid |
| Romanisering | Hangul     | Romanisering  | Hangul      | Födelsedatum      | Medlemstid |
| Nuvarande    | Nuvarande  | Nuvarande     | Nuvarande   | Nuvarande         | Nuvarande  |
| ------------ | ---------- | ------------- | ----------- | ----------------- | ---------- |
| Alice        | 앨리스     | Song Joo-hee  | 송주희      | 21 mars 1990      | 2012-idag  |
| Nara         | 나라       | Kwon Na-ra    | 권나라      | 13 mars 1991      | 2012-idag  |
| Lime         | 라임       | Kim Hye-rim   | 김혜림      | 19 januari 1993   | 2012-idag  |
| Seoyoung     | 서영       | Lee Seo-young | 이서영      | 27 juni 1994      | 2014-idag  |
| Yooyoung     | 유영       | Lee Yoo-young | 이유영      | 23 januari 1995   | 2012-idag  |
| Yeoreum      | 여름       | Ahn Chae-yeon | 안채연      | 4 juni 1996       | 2014-idag  |
| Tidigare     |            |               |             |                   |            |
| Yoo Ara      | 유아라     | Yoo A-ra      | 유아라      | 26 september 1992 | 2012-2014  |
| Yoonjo       | 윤조       | Shin Yoon-jo  | 신윤조      | 14 december 1992  | 2012-2014  |

## Diskografi

### Album
| Albuminformation                                                | Topplacering          |
| Albuminformation                                                | Sydkorea (Gaon Chart) |
| --------------------------------------------------------------- | --------------------- |
| Venus (EP-skiva) - Nyutgåva: Like a Wave (4 juli 2012)          | —                     |
| What Are You Doing Today? (EP-skiva) - Släppt: 12 december 2012 | 92                    |
| Would You Stay for Tea? (EP-skiva) - Släppt: 2 maj 2013         | 6                     |
| I'm Ill (EP-skiva) - Släppt: 22 juli 2015                       | 7                     |
| Mystery of Venus (EP-skiva) - Släppt: 11 januari 2017           | 12                    |

### Singlar
| År   | Titel                       | Topplacering          |
| År   | Titel                       | Sydkorea (Gaon Chart) |
| ---- | --------------------------- | --------------------- |
| 2012 | "Venus"                     | 35                    |
| 2012 | "Like a Wave"               | 60                    |
| 2012 | "What Are You Doing Today?" | 37                    |
| 2013 | "Would You Stay for Tea?"   | 33                    |
| 2014 | "Sticky Sticky"             | 87                    |
| 2015 | "Wiggle Wiggle"             | 66                    |
| 2015 | "I'm Ill"                   | 104                   |
| 2016 | "Glow"                      | 210                   |
| 2016 | "Paradise"                  | 226                   |
| 2016 | "Runway"                    | —                     |
| 2017 | "Mysterious"                | —                     |